# Amélie de Montchalin
Amélie de Montchalin (19 de junho de 1985) é uma política e economista francesa, Secretária de Estado dos Assuntos Europeus desde março de 2019. Foi deputada na Assembleia Nacional entre 2017 e 2019.

## Biografia
Nasceu em 19 de junho de 1985 em Lyon. Formou-se na HEC Paris e na Harvard Kennedy School. Trabalhou na Axa e no BNP Paribas. Perto da órbita do Juppetismo, embora não tenha se tornado membro da UMP/LR, ingressou em La República en Marcha em dezembro de 2016. Foi eleita deputada à Assembleia Nacional nas eleições legislativas de 2017 para o sexto círculo eleitoral de Essonne. Em 31 de março de 2019, foi nomeada Secretária de Estado dos Assuntos Europeus.
Após a nomeação de Jean Castex como Primeira-Ministra em julho de 2020, ela foi nomeada Ministra da Transformação e Função Pública.

## Condecorações
- Young Leader - Fundação Franco-Estadunidense (2018)[4]
- Young Global Leaders - Fórum Econômico Mundial (2021)[5]
- Ordem de Rio Branco - Grã-Cruz - Brasil (2022)[6]
- Ordem de Honra - Moldávia (2023)[7]